# 사고전서총목제요
《사고전서총목제요》(四庫全書總目提要)는 중국 청나라 때 만들어진 목록으로 중국에서 만들어진 최대의 목록이기도 하다. 1782년에 만들어졌고 총 200권이며 《사고전서》에 들어가는 모든 책들의 이름을 적어놓았다. 분류를 고전인 ‘경’(經), 역사서인 ‘사’(史), 제자백가를 포함한 철학서인 ‘자’(子), 그리고 문집인 ‘집’(集) 등 모두 네 분류로 나누었다.